# Total Eclipse of the Heart
«Total Eclipse of the Heart» («Повне затемнення серця») — пісня валлійської співачки Бонні Тайлер. Пісню написав і спродюсував Джим Стейнмен. Вона увійшла в п'ятий студійний альбом Тайлер «Faster Than the Speed of Night» (1983). Також пісня вийшла як сингл під лейблом CBS/Columbia у 1983 році.
Пісня стала найбільшим хітом у кар'єрі Тайлер, очоливши UK Singles Chart і ставши п'ятим найпродаванішим синглом Великої Британії у 1983 році. У США сингл провів чотири тижні на вершині хіт-параду, ставши на заваді іншій пісні Стейнмена, «Making Love Out of Nothing at All», виконану дуетом «Air Supply», у досягненні першої позиції (пісня, яку Тайлер виконала пізніше у 1995 році). Також вона стала шостою в рейтингу пісень року журналу «Billboard» у 1983 році. Пісня номінована на премію «Греммі» за найкраще жіноче вокальне поп-виконання.
У всьому світі продажі синглу перевищили 6 мільйонів копій і він отримав «золоту» сертифікацію від Американської асоціації індустрії звукозапису (RIAA) за продажі у понад 1 мільйон копій на момент випуску, а 2001 року, через зміну порогу, сертифікація була оновлена до «платинової». 2015 року британська громадськість визнала її третьою у рейтингу пісень 1980-х років в опитуванні телемережі ITV.

## Передумови і композиція
Після завершення 1981 року контракту із лейблом RCA Records, Бонні Тайлер знайшла нового менеджера в особі Девіда Аспдена. Побачивши, як співак Міт Лоф виконує наживо пісню «Bat Out of Hell» наживо на британській музичній телепередачі «The Old Grey Whistle Test», вона підійшла до його продюсера, Джима Стейнмена, і попросила його стати її продюсером. Тайлер прагнула створити альбом, з використанням техніки «стіни звука» Філа Спектора, вона вважала, що Стейнман був єдиною людиною, яка могла створити таке саме звучання, оскільки Спектор переважно пішов із музичного бізнесу. У квітня 1982 року Тайлер відвідала Стейнмена у його квартирі в Нью-Йорку зі своїм менеджером, де їй запропонували два треки: «Have You Ever Seen the Rain?» та «Goin' Through the Motions». Співачка казала, що якби їй не сподобалися пісні, які Стейнман запропонував для неї, він відхилив би пропозицію Тайлера про співпрацю. Через кілька тижнів вона знову відвідала його квартиру-студію, де Стейнман і Рорі Додд виконали для неї «Total Eclipse of the Heart». Стейнмен також особисто вибрав гурт для запису пісні, в якій Додд був другим вокалістом, що виконував приспів «Turn around…».
Лірика «Turn around, bright eyes», яка була використана для приспіву, спочатку написана була Стейнменом для його студентського мюзиклу «The Dream Engine». А сама мелодія до цього куплету була спочатку записана Стейнменом для фільму «Маленьке коло друзів» 1980 року.
Після запису, «Total Eclipse of the Heart» довелося скоротити для радіотрансляцій. Тайлер вважала що пісня не зовсім підходить для радіо й тому її скоротили з 7 хвилин і двох секунд до чотирьох хвилин і тридцяти секунд.
«Total Eclipse Of The Heart», виконана в стилі рок-балади, стала найпопулярнішою піснею Тайлер у низці країн, посівши перше місце в США, Південній Африці, Австралії, Новій Зеландії, Канаді та Великій Британії. На піку успіху пісні продавалося по 60 000 копій пісні на день і близько 6 мільйонів копій на сьогодні. Пісня здобув нагороду «Variety Club» у Великій Британії як найкращий сингл 1983 року. Також вона посіла 82-е місце у списку 100 найкращих пісень про кохання каналу VH1.
Тайлер казала «Record Mirror», що, на її думку, пісня була про «когось, хто так сильно хоче любити, що лежить там у повній темряві».
Стейнмен коментував в інтерв'ю журналу «Playbill» включення цієї пісні до його мюзиклу «Танець вампірів» 1997 року словами:
| Ліві лапки | з «Total Eclipse of the Heart» я намагався придумати пісню про кохання і згадав, що насправді написав її як пісню про кохання вампіра. Її початкова назва була „Закохані вампіри“, тому що я працював над мюзиклом про Носферату, іншу велику історію про вампірів. Якщо хтось прислухається до тексту, він справді схожий на фрази вампіра. Це все про темряву, силу темряви та місце кохання у темряві... | Праві лапки |

Він також сказав журналу «People», що, на його думку, Тайлер звучить як Джон Фогерті, і написав пісню, яка б могла стати зразковою для її голосу. Тайлер схарактеризувала цю пісню як «виклик [співати]», заявивши, що їй «[не] подобаються пісні, які може заспівати будь-хто. Мені подобаються пісні, які потребують багато енергії». Після того, як Стейнмен представив їй пісню, вона сказала "The Times: " «У мене просто мурашки побігли хребтом… Я не могла дочекатися, щоб справді увійти і записати її».
Згідно з повідомленням Міт Лофа, Стейнмен спочатку написав цю пісню разом з іншою рок-баладою «Making Love Out of Nothing» для його альбому «Midnight at the Lost and Found», проте компанія звукозапису цього співака відмовилася платити Стейнмену, і він вирішив писати пісні окремо. «Total Eclipse of the Heart» дісталася Бонні Тайлер, а «Making Love Out of Nothing at All» — дуету «Air Supply». Проте Тайлер спростувала ці заяви. «Міт Лоф, мабуть, був дуже роздратований тим, що Джим дав це мені», — заявила Тайлер. «Але Джим сказав, що він не писав її для Міт Лофа, що закінчив її тільки після зустрічі зі мною». Стейнмен казав журналу People, що вважає пісню «для себе арією, вагнерівським натиском звуку та емоцій. Я написав її, щоб вона стала зразковою для її голосу».
В інтерв'ю журналісту Міку Воллу незабаром після випуску альбому Міт Лофа «Bat The Out of Hell III: The Monster Is Loose» 2006 року Стейнмен заявив: «Я не писав [Total Eclipse of the Heart] ні для кого, крім Бонні». Також Стейнмен казав, що телерадіомережа CBS очікувала, що він напише щось схоже на «It's a Heartache», але у нього були інші плани.

## Музичне відео
Музичне відео до «Total Eclipse of the Heart» було знято Расселом Малкахі в санаторії Голловей, великому вікторіанському готичному шпиталі неподалік Вірджинія-Вотер, графство Суррей, Англія. У відео персонаж Бонні Тайлер, одягнений в біле, мріє, або фантазує щодо своїх учнів у школі-інтернаті для хлопчиків. Також показані молоді люди, що танцюють, та беруть участь у різноманітних шкільних заходах й співають у хорі.
Відео отримало дві номінації на Billboard Video Music Awards у 1983 році за найкраще жіноче виконання та найефективніше використання символізму.
За давньою легендою, хлопець, який з'являється протягом усього відео і тисне руку Тайлер наприкінці, — колишній італійський футболіст Джанфранко Дзола. В інтерв'ю 2012 року Дзола сказав, що не з'являвся у відео.

## Живе виконання
З моменту виходу пісні Тайлер виконувала «Total Eclipse of the Heart» на всіх своїх концертах. «Тепер я співаю набагато краще, ніж раніше», — казала вона виданню «The Huffington Post» щодо свого виконання пісні. «Я думаю, що мій голос, ймовірно, не такий хрипкий, як був, я вважаю, що він трохи пом'якшав». Пісня виконувалася на 26-й щорічній премії «Греммі», яка проходила у Shrine Auditorium у Лос-Анджелесі 28 лютого 1984 року.
Також Тайлер співала «Total Eclipse of the Heart» наживо на борту круїзного лайнера Royal Caribbean під час сонячного затемнення 21 серпня 2017 року за підтримки гурту «DNCE».
Концертні записи Тайлер з цією піснею увійшли до її альбомів «Bonnie Tyler Live» (2006) та «Live in Germany 1993» (2011). Відео з виконанням пісні увійшло до DVD Тайлер, «Bonnie on Tour» (2006) та «Live in Germany» 1993.

## Оцінки критиків
Майк Дегань з AllMusic ретроспективно схарактеризував «Total Eclipse of the Heart» як «одну з найкращих балад, що колись виходили на радіо». Він відзначив «пишне інструментування» і сказав, що голос Тайлер «робив ідеальний ефект „розпачливої закоханості“, що відповідає романтичній ліриці». Він схарактеризував гру Роя Біттана на фортепіано як «мрійливу», а голос Тайлер — як «напрочуд твердий». Дональд А. Гуаріско, також з AllMusic, зробив ретроспективний огляд «Faster Than the Speed of Night» і назвав цю пісню «епічною баладою», схарактеризувавши весь альбом як «рок у його мелодраматичному прояві». Джим Бевілья з «American Songwriter» сказав, що хрипкий вокал Тайлера допоміг узаконити «мелодраму, властиву ліриці», і описав пісню як таку «що роздирає до душі, емоційно вимотуючу баладу, що б'є в груди та відповідає мукам бурхливих стосунків».

## Вплив
В опитуванні 2013 року у Великій Британії «Total Eclipse Of The Heart» посіла перше місце в списку найпопулярніших «душевних» пісень у плані «душевного» виконання, випередивши пісні Джастіна Бібера, Роббі Вільямса, гурту «One Direction» та Елтона Джона. В опитуванні ITV 2015 року британська публіка назвала цю пісню третім «фаворитом номер один» у країні 1980-х років.
У тексті пісні роман, що закінчився, часто порівнюється із затемненням. Таким чином «Total Eclipse Of The Heart» часто набуває розголосу під час сонячних і місячних затемнень. Так пісня привернула значну увагу засобів масової інформації під час сонячного затемнення 20 березня 2015 року. Тоді потокове завантаження пісні Тайлер у сервісі Spotify зросло аж на 214 % протягом дня. Аналогічний випадок відбувся під час сонячного затемнення 21 серпня 2017 року, коли сервіс Nielsen Music повідомив про збільшення продажів записів з піснею на 503 %. Приблизно у той же час пісня посіла перше місце в чарті iTunes.

## Інші версії Бонні Тайлер
З моменту випуску пісні у 1983 році Тайлер кілька разів перезаписувала її для різних альбомів і наступних випусків синглів. Перший і найуспішніший перезапис пісні вийшов 2003 року. Тайлер записала французько-англійську дуетну версію пісні під назвою «Si demain… (Turn Around)» зі співачкою Карін Антонн. Вона посіла перше місце у Франції та Бельгії. 2004 року Тайлер випустив ще одну версію пісні у дуеті з Пітером Броклхерстом для його альбому «For You». Також вона записала сольну версію пісні для її студійного альбому «Wings» наступного року.
Гурт «BabyPinkStar» записали версію пісні з Тайлер у вигляді панк-електронного реміксу, який вийшов як сингл у Великій Британії у січні 2007 року. 2009 року Тайлер випустила ще одну версію пісні з валлійським хоровим гуртом «Only Men Aloud!». 2011 року Тайлер перезаписала пісню для однойменного EP, який випустив лейбл «Cleopatra Records». Останній запис пісні вийшов як бонус-трек альбому співачки «Rocks and Honey» 2013 року.
У 2021 році Тайлер випустила версію пісні у вигляді танцювальної класики, яка увійшла до альбому «Classical 80s Dance» німецького продюсера Алекса Крістенсена.

## Версія Нікі Френч
У 1995 році англійська співачка Нікі Френч випустила рімейк «Total Eclipse of the Heart» у стилі hi-NRG, який також став світовим хітом, що був включений до її дебютного альбому «Secrets» того ж року. Спочатку пісня досягла 54-го місця у британському чарті синглів 1994 року, а після її перезапису вона досягла 5-го місця у чартах 1995 року. У Сполучених Штатах версія Френч посіла 2-е місце в Billboard Hot 100, поступаючись лише пісні «Have You Ever Really Loved a Woman?» Браяна Адамса, і часто транслювалася по радіо жанру AC. Окрім цього, пісня мала великий успіх в Австралії, де чотири тижні поспіль посідала 2-е місце, поступаючись хіту «Here's Johnny!» дуету «Hocus Pocus». Також пісня посіла 13 місце у Новій Зеландії, 16 місце в Канаді, і увійшла до десятки найкращих у кількох європейських країнах.
Френч вперше записала танцювальну версію «Total Eclipse of the Heart» у 1994 році, до цього вона купила права на виконання оригіналу у Бонні Тайлер ще будучи підлітком, у 1983 році, та негативно поставилася до початкової пропозиції їй (Френч) переробити цю пісню як танцювальну. За словами Френч: «Я подумала, ні, це надто сильна пісня, щоб йти танцювальним шляхом. Знаєте, це майже принижує її. Але потім я подумала, що добре, спробую. І тільки-но я почула трек, я подумала, що це дійсно працює». Френч виступала у лондонських гуртах з 12 років, і співачці дали можливість записати свою версію пісні, коли їй зателефонував інший британський музикант. Перший запис Френча «Total Eclipse of the Heart», зроблений за участю Джона Спрінгейта з гурту «Glitter Band», надалі знову привернув увагу Майка Стока та Метта Ейткена, які продюсували перший власний запис пісні Френч, саме ця версія з'явилася в британському чарті 15 жовтня під номером 54. Френч згадувала: «Я просто подумала, що це було чудово… Я [працювала] з Майком Стоком і Меттом Ейткеном, і це була здійснена мрія …ми спробували, і я чудово провела час… А потім, приблизно за два місяці, мені несподівано зателефонував Майк і сказав, що ажіотаж навколо цього треку не вщухає, тож ми збираємося перезаписати заново…і ми збираємося перевидати її на початку 1995 року».
У 1995 році англійська співачка Нікі Френч випустила рімейк «Total Eclipse of the Heart» у стилі hi-NRG, який також став світовим хітом, що був включений до її дебютного альбому «Secrets» того ж року. Спочатку пісня досягла 54-го місця у британському чарті синглів 1994 року, а після її перезапису вона досягла 5-го місця у чартах 1995 року. У Сполучених Штатах версія Френч посіла 2-е місце в Billboard Hot 100, поступаючись лише пісні «Have You Ever Really Loved a Woman?» Браяна Адамса, і часто транслювалася по радіо жанру AC. Окрім цього, пісня мала великий успіх в Австралії, де чотири тижні поспіль посідала 2-е місце, поступаючись хіту «Here's Johnny!» дуету «Hocus Pocus». Також пісня посіла 13 місце у Новій Зеландії, 16 місце в Канаді, і увійшла до десятки найкращих у кількох європейських країнах.

### Передумови і реліз
Френч вперше записала танцювальну версію «Total Eclipse of the Heart» у 1994 році, до цього вона купила права на виконання оригіналу у Бонні Тайлер ще будучи підлітком, у 1983 році, та негативно поставилася до початкової пропозиції їй (Френч) переробити цю пісню як танцювальну. За словами Френч: «Я подумала, ні, це надто сильна пісня, щоб йти танцювальним шляхом. Знаєте, це майже принижує її. Але потім я подумала, що добре, спробую. І тільки-но я почула трек, я подумала, що це дійсно працює». Френч виступала у лондонських гуртах з 12 років, і співачці дали можливість записати свою версію пісні, коли їй зателефонував інший британський музикант. Перший запис Френча «Total Eclipse of the Heart», зроблений за участю Джона Спрінгейта з гурту «Glitter Band», надалі знову привернув увагу Майка Стока та Метта Ейткена, які продюсували перший власний запис пісні Френч, саме ця версія з'явилася в британському чарті 15 жовтня під номером 54. Френч згадувала: «Я просто подумала, що це було чудово… Я [працювала] з Майком Стоком і Меттом Ейткеном, і це була здійснена мрія …ми спробували, і я чудово провела час… А потім, приблизно за два місяці, мені несподівано зателефонував Майк і сказав, що ажіотаж навколо цього треку не вщухає, тож ми збираємося перезаписати заново…і ми збираємося перевидати її на початку 1995 року».
За словами Френч, її рімейк «Total Eclipse of the Heart» став популярним у Великій Британії та США у вигляді окремих реміксів: «більш повільна версія була тією, яка дійсно прижилася у Великій Британії, де спочатку вони почали зі швидкой, а потім вирішили використовувати ремікс, який починався у тому ж дусі, що і версія Бонні Тайлер, а потім прискорювався, коли з'являвся приспів… У США це був ремікс, який був швидким на усьому протязі». Сингл отримав дві французькі нагороди на церемонії Hi-NRG Music Awards 1995 року у категоріях «Сингл року» та «Найкраще жіноче вокальне виконання». 1996 року пісню було названо «Кращою 12-дюймовою Hi-NRG року» на церемонії вручення нагород International Dance Music Awards у Маямі.

### Відеокліп
У відеокліпі до пісні показана Френч, що виступає на сцені перед велетенськимм круглим «місяцем», який іноді наближається, затьмарюючи себе. Також з'являється дим у вигляді «хмар», співачка виконує пісню у супроводі гурту та двох бек-вокалісток. Іноді танцюрист також виступає перед «місяцем». Також існує альтернативне відео, налаштоване на повільнішу версію пісні.

### Оцінки критиків
Редактор AllMusic Стівен Томас Ерлвайн зауважив, що Френч має «несподіваний сингл-хіт з її танцювальним клубним хаус-орінтованим кавером до „Total Eclipse of the Heart“». Він додав, що «хоча спочатку до нього ставилися як до новинки, версія виявилася такою ж ефективною, як і оригінал, і мала заслужений успіх». Ларрі Флік з Billboard заявив, що співачка «справедливо імітує Бонні Тайлер у цій бадьорій hi-NRG/диско-інтерпретації помпезній рок-баладі. Клієнтура з Великої Британії та Європи вже тепло прийняли цей твірлер, і шанси на аналогічний успіх тут становлять 50 на 50». Американська розважальна компанія BuzzFeed поставила версію пісні Френч під номером 26 у своєму списку «101 найвизначніша танцювальна пісня 90-х» у 2017 році. Стів Балтін із Cash Box вважав, що у версії пісні Френч «тільки радіо-версія зберігає те солодке відчуття, яке зробило пісню Тайлер такою популярною.. „Total Eclipse Of The Heart“ здається дивним вибором для танцювального каверу, і ця версія підтверджує цю підозру… але вона, як і раніше, залишається хітом». Дейв Шолін з Gavin Report назвав її Record To Watch, написавши: «Пісня, яка ніколи не вмирає, зазнала косметичного ремонту в стилі 90-х та темпову ін'єкцію. Ще вдесятиривши прихільників». Роббі Доу з Idolator описав пісню як «кипляче танцювальне виконання», включивши її до свого списку «50 найкращих поп-синглів 1995 року» у 2015 році. Джеймс Мастертон сказав у своєму щотижневому коментарі до британського чарту, що він «страждає від неминучого танцювального ритму, а також від відсутності надзвичайної постановки Джима Стейнмена, яка взагалі зробила трек таким епічним». Загальноєвропейський журнал Music & Media прокоментував, що «це наждачний вокал Бонні Тайлер, а гострота тепер походить від танцювального контексту, вкладеного в баладу. Зайве говорити, що це оптимістична пісня 1995 року. Топ-10 у Великій Британії».

## Дует Тайлер з Карін Антонн
У 2003 році Тайлер перезаписала «Total Eclipse of the Heart» двомовним дуетом із французькою співачкою Карін Антонн. У новій версії під назвою «Si demain… (Turn Around)» використані французькі тексти, написані Еммануелем Прібісом. Версія вийшла 19 грудня 2003 року на лейблі Yanis Records і з'явився на 14-му студійному альбомі Тайлер «Simply Believe» (2004). Пісня отримала платинову сертифікацію у Бельгії та Франції, очоливши чарти обох країн.

### Передумови і написання
2003 року Карін Антонн написала Тайлер листа з пропозицією щодо запису французько-англійської дуетної версію пісні, написану її другом Еммануелем Прібісом. Спочатку Тайлер відхилила запит, тому що Антонн тоді була невідомою артисткою, «але вона не здалася, — як казала Тайлер, — вони надіслали мені компакт-диск із її голосом, який співає пісню французькою мовою. Я завжди прослуховую речі, тому що ти ніколи не знаєш що воно!». Тайлер була вражена демо-записом і попросила заспівати з нею пісню наживо, щоб її голос був досить сильним і не залежав від студійного редагування.
Тайлер прилетіла до Парижа і записала пісню з Антонн лише за кілька годин. Їхній демо-запис був розісланий на різні французькі радіостанції. Вона пояснила, що сингл вийшов на три тижні раніше, ніж планувалося, «після того, як люди почули його по радіо і пішли в магазини, намагаючись його купити». «Si demain… (Turn Around)» вийшов у Франції 19 грудня 2003 року, а через кілька тижнів пізніше в Бельгії та Швейцарії, а пізніше ввійшов до її альбому «Simply Believe» 2004 року і однойменний сольний альбом Антонн, а також збірки 2004 року, такі як «Le Meilleur des Voix», «NRJ Hit Music Only», «Fan 2», «Girls 2004» і «Duets».
Після несподіваного успіху синглу Антонн та Тайлер вирішили записати в дуеті ще одну пісню, «Si tout s'arrête (It's a Heartache)», яка вийшла 7 червня 2004 року, але вона не мала такого ж успіху, досягнувши 12-ї місця протягом тижня свого дебюту у французькому чарті синглів SNEP. Пісня досягла 25-го місця у Швейцарії 27 червня 2004 року та сьомого місця у Бельгії (Валонія) 3 липня 2004 року.

### Відеокліп і лірика
В Квебеку, Канада, був знятий відеокліп до пісні. Закулісні кадри, записані в процесі створення відеокліпу, увійшли до DVD Тайлер «Bonnie on Tour» 2006 року.
У відеокліпі показані Антонн і Тайлер, що співають, сидячи в засніженому шале. Антонн тримає на руках цуценя, а Тайлер п'є каву. У відео оповідається, що Антонн покинула свого хлопця, написавши йому записку, поки він спав. Вона поїхала автостопом, і Тайлер підібрала її. Наприкінці відео обидві співачки граються із собаками у снігу.
За складовою «Si demain… (Turn Around)» — двомовна поп-рок-пісня, написана англійською та французькою мовами. Антонн співає усі французькі куплети, а Тайлер співає усі англійські рядки. Коли один із них співає свою партію, інший повторює «Je tourne en rond» (Тайлер) / «Turn around» (Антон) наприкінці кожного з цих куплетів. Хоча перший приспів виконаний повністю французькою мовою, то другий співається відповідно англійською Тайлер і французькою Антонн.

### Реліз і просування
«Si demain… (Turn Around)» вийшла 19 грудня 2003 року, на три тижні раніше, ніж планувалося, через сплеск попиту на неї після рекламної радіотрансляції. Тайлер та Антонн виконали цю пісню на різних національних телеканалах Франції, включаючи TF1, M6 та France 3. 2004 року вони записали другий двомовний дует «It's a Heartache», який потрапив у чарти Бельгії, Франції та Швейцарії.

### Оцінки критиків
Пісня була загалом добре зустрінута музичними критиками. Французький журнал Platine стверджував, що з цим дуетом «Боні Тайлер повернулася на передній план», і сказав, що пісня мала особливий успіх у Франції, тому що у 2004 році була «певна мода на транскордонні дуети». За словами французького експерта з чартів Елії Хабіб, цей сингл-хіт «закріплює повернення дуетів, у яких мови Мольєра та Шекспіра успішно переплітаються. Така двомовна пісня не піднімалася на вершини чартів з грудня 1994 року, коли дует „7 Seconds“ Юссу Н'Дур і Нене Черрі провів на вершині 16 тижнів». Стосовно офіційного вебсайту бельгійського чарту Ultratop 50, на ньому говорилося: «З Карін Антонн, новим одкровенням, Бонні Тайлер пережила справжнє повернення, вони позолотили деякі старі хіти Бонні, додали трохи французької й бінго!». Ресурс Music Actu заявив, що пісня була «одним із найпопулярніших синглів французької публіки», коли її випустили, і відзначив її хороші позиції в чартах.

### Реліз та продажі
У французькому чарті синглів SNEP сингл дебютував під номером 25 21 грудня 2003 року. Через два тижні він увійшов до десятки найккращих і став «номером один» на п'ятому тижні, перебування у чарті. Протягом десяти тижнів сингл тричі повертався на перше місце. Загалом сингл залишався в чарті протягом 25 тижнів, він досяг платинового статусу, його продажі склали понад 500 000 копій і став четвертим найпродаванішим синглом Франції 2004 року. «Si demain … (Turn Around)» став єдиним жіночим дуетним синглом, який посів перше місце з моменту створення чарту French Top 50. Сингл встановив рекорд за швидкістю падіння одразу з першого на десяте місце. Окрім цього «Si demain» приніс рекорд Тайлер з найдовшим розривом у часі між потраплянням її хітів у десятку найкращих синглів у чарти Франції. Між її хітом «If You Were a Woman (And I Was a Man)», який досяг шостої позиції 1986 року, і «Si demain … (Turn Around)», що посіла перше місце, минуло вісімнадцять років. До цього попередній рекорд співака Марка Левуана складав 17 років.
У Бельгії (Валонія) пісня посіла перше місце через два тижні після свого дебюту під номером 21 і залишалася на першому місці з 21 лютого до 10 квітня 2004 року, тобто вісім тижнів. Надалі пісня знаходилася у топ-40 чарту протягом 24 тижнів. Після 11 тижнів перебування у чарті пісня отримала платинову сертифікацію. «Si demain» стала другим найпродаванішим синглом 2004 року, який протримався в чарті 31 тиждень. У Швейцарії сингл чотири тижні займав сьомий рядок і залишався у чарті 34 тижні. «Si demain… (Turn Around)» також транслювалася на радіо в Росії та Польщі, де посіла перше місце на місцевих радіостанціях, а також в основних чартах. Пісня посіла шосте місце у Міжнародному списку франкомовної музики 2004 року, складеному у співпраці зі 122 радіостанціями з усього світу.

## Інші кавери

### Версія «Westlife»
Ірландський бойз-бенд «Westlife» записав кавер на цю пісню для свого альбому «The Love Album» 2006 року. Планувалося випустити пісню як другий сингл альбому, але цей проєкт був скасований через розбіжності серед членів гурту, які виникли під час їхніх гастролів «Love Tour». До версії «Westlife» вийшло три офіційні ремікси, серед яких один був зроблений Джимом Стейнменом, реліз якого зрештою був відхилений компанією звукозапису, але відтоді він з'явився в Інтернеті. Пісня вийшла як промо-сингл 2007 року. Версія пісні гурту «Sunset Strippers», «Sunset Strippers Radio Mix», посіла 210 місце в Офіційному чарті найкращих російських радіохітів 26 лютого 2007 року. Вона була написана у традиційній куплетно-приспівній формі сі-бемоль мажор, з вокалом Філана та Фіхілі в діапазоні акордів від C4 до C6.